# Мурава (агрогородок)
Мурава (бел. Мура́ва) — агрогородок в Сухопольском сельсовете Пружанского района Брестской области Беларуси.

## География
Расположен в 25 км на северо-запад от Пружан, в 114 км от Бреста.

### Гидрография
Рядом протекает река Поперечная.

## История
В период Российской империи входила в состав Сухопольской волости Пружанского уезда Гродненской губернии.
В польский период — в гмине Сухополь Пружанского повета Полесского воеводства.
С 1939 года в составе БССР, с 1940 года — в Шерешевском районе Брестской области, с 12 октября 1949 года по 16 июля 1954 года — центр Муравского сельсовета.
В 2008 году деревня Мурава преобразована в агрогородок.

## Муравская школа
В 1863 году впервые в д. Мурава открылось церковно-приходское училище. В нем учились всего 30 учеников, все мальчики. Учили детей поп и дьяк. Училище находилось в центре д. Мурава, возле церкви. Все ученики были православной веры.
Уже в 1868 году в училище обучалось 48 мальчиков.
Среди учеников, которые поступили в Муравское Народное училище в 1868—1869 уч. году были:
Училище было двухклассным. После двухлетнего обучения, образование считалось законченным. Главным и обязательным предметом в училище были церковная и гражданская грамота, это значит, умение читать и заучивать наизусть молитвы. Такие же важные предметы как язык (письменно) и арифметика были совсем не обязательны.
Не лучше обстояло дело образования в Западной Беларуси и при панской Польше. В деревне Мурава в это время была только четырехлетняя школа, а к концу 30-х годов — шестилетняя, где обучение велось на польском языке.
Только один человек после окончания этой школы смог поступить в гимназию.
В 1939 году было построено новое здание для школы.
Первый выпуск учеников Муравской семилетней школы был в 1950 году, а первый выпуск средней школы был в 1959 году.
В 1959 году было построено новое здание школы и спортивный зал на том же фундаменте. С этого момента наша школа стала средней общеобразовательной.
В 1963 году отмечалась замечательная дата Муравской школы — 100 лет со дня основания. Был выпущен специальный номер газеты.
В это время в Муравской средней школе училось 370 учеников со всех деревень Сухопольского сельсовета. Изучались 22 предмета, главными из которых были русский, белорусский язык и математика. В школе работали 23 учителя с соответствующим педагогическим образованием. Все они выходцы из крестьян и рабочих.
В 1966—1967 году в Муравской средней школе обучалось 382 ученика и работало 25 учителей. Среднее образование в школе получили за это время 207 учеников.

## Население
- 1897 год — 187 дворов, 236 жителей;
- 1921 год — 115 дворов, 489 жителей[3]
- 1970 год — 817 жителей;
- 1999 год — 251 двор, 582 жителя;
- 2003 год — 239 дворов, 593 жителя;
- 2019 год — 457 жителей.

## Достопримечательность
- Могила жертв фашизма
- Памятник землякам, погибшим в Великой Отечественной войне
- Церковь Казанского образа Божьей Матери (1996) —  Историко-культурная ценность Республики Беларусь, шифр 113Г000629
- Кладбище немецких солдат Первой мировой войны (1915—1918)